# NGC 6343
NGC 6343 is een compact sterrenstelsel in het sterrenbeeld Hercules. Het hemelobject werd op 21 april 1887 ontdekt door de Amerikaanse astronoom Lewis A. Swift.

## Synoniemen
- MCG 7-35-60
- ZWG 225.95
- PGC 60010